# Єпіфанов Сергій Петрович
Сергі́й Петро́вич Єпіфа́нов (нар. 22 січня 1983, с. Львівка, Золотоніський район, Черкаська область, Українська РСР — 14 червня 2014, м. Маріуполь, Донецька область, Україна) — український прикордонник, старшина ДПСУ, учасник російсько-української війни.

## Життєпис
Сергій Єпіфанов народився 1983 року в селі Львівка Золотоніського району Черкаської області. У батьків був єдиним сином. 2000 року закінчив Скориківську загальноосвітню школу в сусідньому селі Скориківка.
Проходив строкову військову службу у лавах Збройних Сил України. Після звільнення в запас працював механізатором. Згодом вступив на службу за контрактом в Оршанський навчальний центр ДПСУ.
З 2011 року заочно навчався у Навчально-науковому інституті фізичної культури, спорту і здоров'я Черкаського національного університету імені Богдана Хмельницького за спеціальністю «Фізичне виховання».
Старшина, начальник майстерні відділення забезпечення спеціальними засобами відділу інженерного та технічного забезпечення Навчального центру підготовки молодших спеціалістів Державної прикордонної служби України, в/ч 9930, селище Оршанець, Черкаська область.
У зв'язку з російською збройною агресією проти України з весни 2014 року брав участь в антитерористичній операції на Сході України. У червні відбув на Схід для супроводження та заміни складу мото-маневреної групи. 13 червня 2014 року оршанські прикордонники прибули до розташування Бердянського прикордонного загону.

## Обставини загибелі
14 червня 2014 року близько 10:00 на околиці міста Маріуполя, в районі заводу «Азовсталь», терористами із засідки була обстріляна колона автомобілів Державної прикордонної служби, яка направлялась на ротацію до підрозділів ДПСУ із вантажем провізії та речового майна. Колону чекали і для засідки обрали відкрите пристріляне місце на мосту. Терористи зробили по колоні три постріли з гранатометів і відкрили вогонь з автоматів. Один постріл з гранатомету влучив у кабіну автомобіля МАЗ, який перевозив боєприпаси. В кабіні перебували службовець (водій) Олександр Островський і прапорщик Володимир Гречаний. Внаслідок вибуху Островський одразу загинув, а Гречаний дістав тяжкі поранення і помер на операційному столі в Маріупольській міській лікарні. Другий постріл з гранатомета потрапив у задню частину автобуса, який перевозив особовий склад. Військовослужбовці покинули машину та вступили у бій. По них працювали снайпери. Майор Микола Зайцев і старшина Сергій Єпіфанов загинули від снайперських куль у голову, коли переміщувалися до укриття. Майор Віталій Вінніченко був в автобусі, що рухався у хвості колони. Розривна куля влучила йому під бронежилет, у незахищену зону під рукою, і розірвала печінку. За годину він помер у кареті швидкої допомоги. Бій тривав близько півгодини, загинули 5 прикордонників Оршанського Навчального центру. Згодом на допомогу надійшла група з Донецького прикордонного загону, а за кілька хвилин і бійці Національної гвардії. Ще 7 прикордонників у тому бою зазнали поранень.
17 червня прощання із загиблими прикордонниками пройшло в Оршанці на Черкащині, де вони служили і жили вже кілька років. Того ж дня з Сергієм Єпіфановим попрощались в Золотоноші. Похований на кладовищі рідного села Львівці.
В рідному селі залишилися батьки Наталія Миколаївна і Петро Вікторович. Мати Сергія тривалий час працювала в Італії, щоб заробити синові на квартиру, батько — механізатор. Вдома залишились дружина Лілія та дві доньки — 9-річна Яна й 2-річна Лана. Яна займається айкідо.

## Нагороди та відзнаки
- Орден «За мужність» III ст. (20.06.2014, посмертно) — за особисту мужність і героїзм, виявлені у захисті державного суверенітету та територіальної цілісності України, вірність військовій присязі та незламність духу[6].
- Почесна відзнака «За заслуги перед Черкащиною» (посмертно).
- Пам'ятний знак «За заслуги перед містом Черкаси» І ст. (2015, посмертно)[7].
- Звання «Почесний громадянин міста Черкаси» (2016, посмертно)[8].

## Вшанування пам'яті
- У липні 2014 року в селі Руська Поляна Черкаського району, поблизу якого розташований Оршанський навчальний центр ДПСУ, вулицю Форостяна перейменовано на вулицю Сергія Єпіфанова[9].
- 23 вересня 2014 року в селі Скориківка Золотоніського району на фасаді будівлі загальноосвітньої школи, де навчався Сергій Єпіфанов, йому встановлено меморіальну дошку[10].
- В травні 2015 року в Черкасах відкрито пам'ятний знак землякам, які загинули в зоні АТО. На 4-метровому кованому хресті — імена і фотографії 20 полеглих Героїв, серед яких і Сергій Єпіфанов[11].
- 17 червня 2017 року в Маріуполі, під час урочистостей з нагоди річниці визволення Маріуполя від бойовиків було відкрито меморіальний пам'ятник з іменами воїнів-прикордонників, які загинули від рук терористів 14 червня 2014 року. Меморіал було встановлено на пост-мосту, де загинули прикордонники. Поряд з ним встановлений прикордонний стовп — символ української землі, за яку прикордонники віддали свої життя[3][12].
- 29 вересня 2018 року на районному стадіоні «Колос» у Золотоноші пройшла першість з легкої атлетики на честь Сергія Єпіфанова[13].